# Abacetus sulculatus
Abacetus sulculatus là một loài bọ chân chạy thuộc phân họ Pterostichinae. Loài này được Henry Walter Bates mô tả lần đầu năm 1892. It is found in Burma.